# Oberperfer Straße
De Oberperfer Straße (L233) is een 8,88 kilometer lange Landesstraße (lokale weg) in het district Innsbruck Land in de Oostenrijkse deelstaat Tirol. De weg begint in Sellrain (809 m.ü.A.) en sluit daar aan op de Sellraintalstraße (L13). De weg loopt vervolgens over de berghellingen op de noordelijke oever van de rivier de Melach met name over grondgebied van de gemeente Oberperfuss. Nadat het gelijknamige hoofddorp van deze gemeente gepasseerd heeft, sluit de weg aan op de Ranggener Straße (L336) net ten zuiden van Unterperfuss. Het beheer van de straat valt onder de Straßenmeisterei Zirl.